# Robertha Portella
Robertha Rodrigues Portella (Rio de Janeiro, 16 de outubro de 1985) é uma atriz e ex-dançarina brasileira.

## Carreira
Entre 1999, foi bailarina e assistente de palco do programa Fantasia. Em 2006, venceu o concurso Musa do Brasileirão, do Caldeirão do Huck, representando o Clube de Regatas Flamengo. Em seguida, foi capa da revista Sexy em 2007. Em 2008, passou a integrar o elenco de dançarinas do programa Domingão do Faustão, onde ficou até 2012. Durante sua passagem pelo programa, participou da quinta edição reality show Dança dos Famosos, quando foi instrutora do cantor Dudu Nobre. A dupla foi a primeira eliminada da atração. Em maio de 2012, participou da quinta edição do reality show A Fazenda, da Rede Record, tendo sido eliminada na décima primeira semana, terminando a competição em quinto lugar.
No ano de 2013, estreou como atriz em Dona Xepa, novela escrita por Gustavo Reiz e baseada na peça teatral homônima de Pedro Bloch, interpretando a periguete e aspirante a fama Dáfne.  Em dezembro do mesmo ano, Robertha atuou em Uma Noite De Arrepiar, Especial de Fim de Ano da Rede Record, interpretando a enfermeira Miss Kiss. Em 2014, atua na minissérie bíblica Milagres de Jesus, no episódio intitulado "A Pecadora que ungiu os pés de Jesus", dando vida à personagem Joana. E no mesmo ano entra na minissérie Plano Alto de Marcílio Moraes, interpretando uma jornalista chamada Fernanda. Em 2016, vive um momento de sucesso na sua carreira, ao atuar na novela  Escrava Mãe, onde viveu a ambiciosa Petúnia, uma sedutora dançarina, que busca sair dessa condição. Em 2017, interpreta a doce e humilde Edissa em O Rico e Lázaro, também da Record TV. Em 2018, retorna a Rede Globo, dessa vez como atriz, para atuar na novela das nove Segundo Sol, onde interpreta a prostituta Ariadna.
Casada com Bruno Coimbra, teve em 2022 a filha Sofia.

## Filmografia

### Televisão
| Ano     | Título                | Personagem / Cargo                  | Notas                   |
| ------- | --------------------- | ----------------------------------- | ----------------------- |
| 1999    | Fantasia              | Bailarina / Assistente de palco     | Garota Fantasia         |
| 2006    | Musa do Brasileirão   | Participante                        | Temporada 1             |
| 2008–12 | Domingão do Faustão   | Bailarina                           |                         |
| 2008    | Dança dos Famosos     | Coreógrafa                          | Temporada 5             |
| 2012    | A Fazenda             | Participante (5.º lugar)            | Temporada 5             |
| 2013    | Dona Xepa             | Dafne Batista (Mulher Tutti-Frutti) |                         |
| 2013    | Uma Noite de Arrepiar | Miss Kiss                           | Especial de fim de ano  |
| 2014    | Milagres de Jesus     | Joana                               | Episódio "A Pecadora"   |
| 2014    | Plano Alto            | Fernanda                            |                         |
| 2016    | Escrava Mãe           | Petúnia                             |                         |
| 2017    | O Rico e Lázaro       | Edissa                              |                         |
| 2018    | Segundo Sol           | Ariadna                             |                         |
| 2021    | Gênesis               | Cloé                                | Fase: Jornada de Abraão |